# Gilles-Henri-Alexis Barthe
Gilles-Henri-Alexis Barthe (Briatexte, 4 giugno 1906 – Albi, 14 luglio 1993) è stato un vescovo cattolico francese.

## Biografia
Monsignor Gilles-Henri-Alexis Barthe nacque a Briatexte il 4 giugno 1906.

### Formazione e ministero sacerdotale
Nel 1926, mentre partecipava a una cerimonia organizzata per la canonizzazione di Teresa di Lisieux, capì la novità del suo messaggio che avrebbe predicato per tutta la vita. Studiò al seminario maggiore di Albi.
Il 29 giugno 1930 fu ordinato presbitero per l'arcidiocesi di Albi. Nel 1953 venne nominato vicario generale.

### Ministero episcopale
Il 13 maggio 1953 papa Pio XII lo nominò vescovo di Monaco. Ricevette l'ordinazione episcopale il 24 giugno successivo nella cattedrale di Albi dall'arcivescovo metropolita di Albi Jean-Joseph-Aimé Moussaron, coconsacranti il vescovo di Carcassonne Pierre-Marie-Joseph Puech e quello di Rodez Marcel-Marie-Joseph-Henri-Paul Dubois.
Il 18 aprile 1956 presiedette il matrimonio del principe Ranieri III di Monaco con Grace Kelly. Negli anni successivi battezzò i loro tre figli.
Il 4 maggio 1962 papa Giovanni XXIII lo nominò vescovo di Fréjus-Tolone.
Partecipò al Concilio Vaticano II.
Contribuì al rinnovamento della diocesi, accogliendo nuove comunità religiose come le suore di Betlemme a Verne e Thoronet, i benedettini a Bessillon e la comunità di San Giovanni. Introdusse il diaconato permanente ed esortò i fedeli a un maggiore impegno all'interno della Chiesa.
Tuttavia, si trovò ad affrontare una crisi del clero, a cui rispose con carità e fermezza, invitando a "mantenere l'amicizia, ma rimanere fermi sulla verità", affermando che certi atteggiamenti sono "inaccettabili". In questo momento difficile, monsignor Barthe dovette gestire l'accoglienza di monsignor Pierre Martin Ngô Đình Thục, un arcivescovo sud-vietnamita in esilio che poi ordinò illecitamente dei vescovi a Tolone. La cautela del vescovo Barthe arrivò a impedire che i suoi sacerdoti diocesani partecipassero a una conferenza tenuta a Tolone da monsignor Leo Paul Seitz, vescovo emerito di Kontum e membro della Società per le missioni estere di Parigi, in modo da non dare l'impressione di appoggiare questo oratore che era etichettato come "anti-comunismo primario". Quest'ultimo, un intrepido missionario e testimone delle atrocità della guerra del Vietnam, non nascose in un libro intitolato The Time of the Silent Dogs le riflessioni personali sulle prove che lui e il popolo del Vietnam avevano affrontato e la delusione sperimentata nel trovare una Francia addormentata e muta, indifferente al dramma che si era consumato e si consumava ancora nel suo paese di missione.
L'8 febbraio 1983 papa Giovanni Paolo II accettò la sua rinuncia al governo pastorale della diocesi per raggiunti limiti di età. Si ritirò vicino al Focolare della Carità di Roquefort-les-Pins dove offrì un ministero di accompagnamento spirituale e predicazione. Nel 1984 il papa lo chiamò a guidare come amministratore apostolico l'arcidiocesi di Monaco, vacante per il trasferimento di monsignor Charles-Amarin Brand.
Morì a Albi il 14 luglio 1993 all'età di 87 anni. È sepolto nella cattedrale di Tolone.

## Opere
- La caractérologie pastorale: Caractère et vocation, Monaco, J. V., gennaio 1965, 366 p. (con Paul Griéger)
- L'Enfance Spirituelle, Pneumathèque, coll. «Petits Traités Spirituels», gennaio 1993

## Genealogia episcopale e successione apostolica
La genealogia episcopale è:
- Cardinale Guillaume d'Estouteville, O.S.B.Clun.
- Papa Sisto IV
- Papa Giulio II
- Cardinale Raffaele Sansone Riario
- Papa Leone X
- Papa Paolo III
- Cardinale Francesco Pisani
- Cardinale Alfonso Gesualdo di Conza
- Papa Clemente VIII
- Cardinale Pietro Aldobrandini
- Cardinale Laudivio Zacchia
- Cardinale Antonio Barberini, O.F.M.Cap.
- Cardinale Nicolò Guidi di Bagno
- Arcivescovo François de Harlay de Champvallon
- Cardinale Louis-Antoine de Noailles
- Vescovo Jean-François Salgues de Valderies de Lescure
- Arcivescovo Louis-Jacques Chapt de Rastignac
- Arcivescovo Christophe de Beaumont du Repaire
- Arcivescovo Jean-Armand de Bessuéjouls Roquelaure
- Cardinale Hugues-Robert-Jean-Charles de La Tour d'Auvergne-Lauraquais
- Arcivescovo Denis-Auguste Affre
- Cardinale René-François Régnier
- Cardinale Florian-Jules-Félix Desprez
- Vescovo Théodore Legain
- Arcivescovo Pierre-Marie-Etienne-Gustave Ardin
- Vescovo Jean-Marie-Léon Dizien
- Vescovo Louis-Eugène Francqueville
- Arcivescovo Jean-François-Ernest Ricard
- Arcivescovo Jean-Joseph-Aimé Moussaron
- Vescovo Gilles-Henri-Alexis Barthe

La successione apostolica è:
- Vescovo Edmond-Marie-Henri Abelé (1972)